# Nowshak
Le Nowshak, ou Noshaq, culminant à 7 492 m d'altitude, est une montagne entre l'Afghanistan, dont il est le point culminant, et le Pakistan, ainsi que le deuxième plus haut sommet de l’Hindou Kouch après le Tirich Mir (7 690 m).

## Topographie
Le Nowshak est situé le long de la ligne Durand qui marque la frontière entre le Nord-Est de l'Afghanistan et le Pakistan. Il comprend trois cimes : le sommet central qui est le point culminant, le Sharqui ou sommet est (7 480 m) et le Gharbi ou sommet ouest (7 350 m). Reconnu et mesuré dès 1928, le Nowshak est une montagne peu élancée aux formes lourdes et sa voie normale est plutôt facile pour un sommet de près de 7 500 m.

## Ascensions
- 1960 - Première ascension réalisée par Toshiaki Sakai et Goro Iwatsuboa, membres d’une expédition japonaise. Ils réalisent leur ascension par l’arête sud-ouest à partir du glacier de Qadzi Deh
- 1960 - Deuxième ascension par l'équipe polonaise de Boleslaw Chwascinski
- 1963 - Les Autrichiens G. Gruber et H. Pilz établissent l'itinéraire actuel qui passe par l'épaule ouest et parviennent aux sommets est et ouest
- 1971 - Première ascension française par Louis Audoubert
- 1973 - Première ascension hivernale par une expédition polonaise dirigée par Andrzej Zawada
- 1976 - Le Polonais Christoph Zurek réussit l'ascension en solitaire
- 2009 - Première ascension afghane[1],[2],[3]
- 2018 - Première ascension féminine par l'Afghane Hanifa Yousoufi[4]